# Jean-Jacques Lartigue

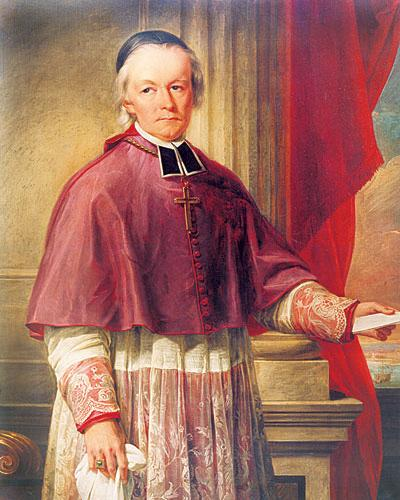
Bischof Jean-Jacques Lartigue PSS

Jean-Jacques Lartigue PSS (* 20. Juni 1777 in Montréal, Provinz Québec; † 19. April 1840 in Montréal, Niederkanada) war ein römisch-katholischer Ordensgeistlicher und der erste Bischof von Montréal.

## Leben
Lartigue wurde als Sohn des Chirurgen Jacques Larthigue und Marie-Charlotte Cherrier geboren. Er besuchte das Collège Saint-Raphaël und anschließend eine englische Schule. Anschließend arbeitete er für einige Jahre in einer Anwaltskanzlei. 1797 sah er von seiner Karriere im Rechtswesen ab und wandte sich dem katholischen Priestertum zu.
Jean-Jacques Lartigue trat in die Gesellschaft apostolischen Lebens der Sulpizianer ein und empfing am 21. September 1800 das Sakrament der Priesterweihe.
Am 1. Februar 1820 wurde er zum Titularbischof von Telmissus und zum Weihbischof in Québec ernannt. Die Bischofsweihe spendete ihm am 21. Januar des darauffolgenden Jahres der Erzbischof von Québec, Joseph-Octave Plessis.
Mit der Errichtung des Bistums Montréal aus Gebietsabtretungen des Erzbistums Québec durch Papst Gregor XVI. wurde Jean-Jacques Lartigue am 13. Mai 1836 zum Bischof von Montréal ernannt. Er bekleidete das Amt bis zu seinem Tod am 19. April 1840. Lartigue wurde in der Kathedrale Marie-Reine-du-Monde de Montréal beigesetzt.